# Municipio de Forward (condado de Butler)
El municipio de Forward (en inglés: Forward Township) es un municipio ubicado en el condado de Butler en el estado estadounidense de Pensilvania. En el año 2000 tenía una población de 2.687 habitantes y una densidad poblacional de 44.5 personas por km².

## Geografía
El municipio de Forward se encuentra ubicado en las coordenadas 40°46′36″N 80°00′30″O / 40.77667, -80.00833.

## Demografía
Según la Oficina del Censo en 2000 los ingresos medios por hogar en la localidad eran de $43,542 y los ingresos medios por familia eran $50,552. Los hombres tenían unos ingresos medios de $35,288 frente a los $25,573 para las mujeres. La renta per cápita para la localidad era de $17,175. Alrededor del 4,9% de la población estaban por debajo del umbral de pobreza.